# نشا مقاوم

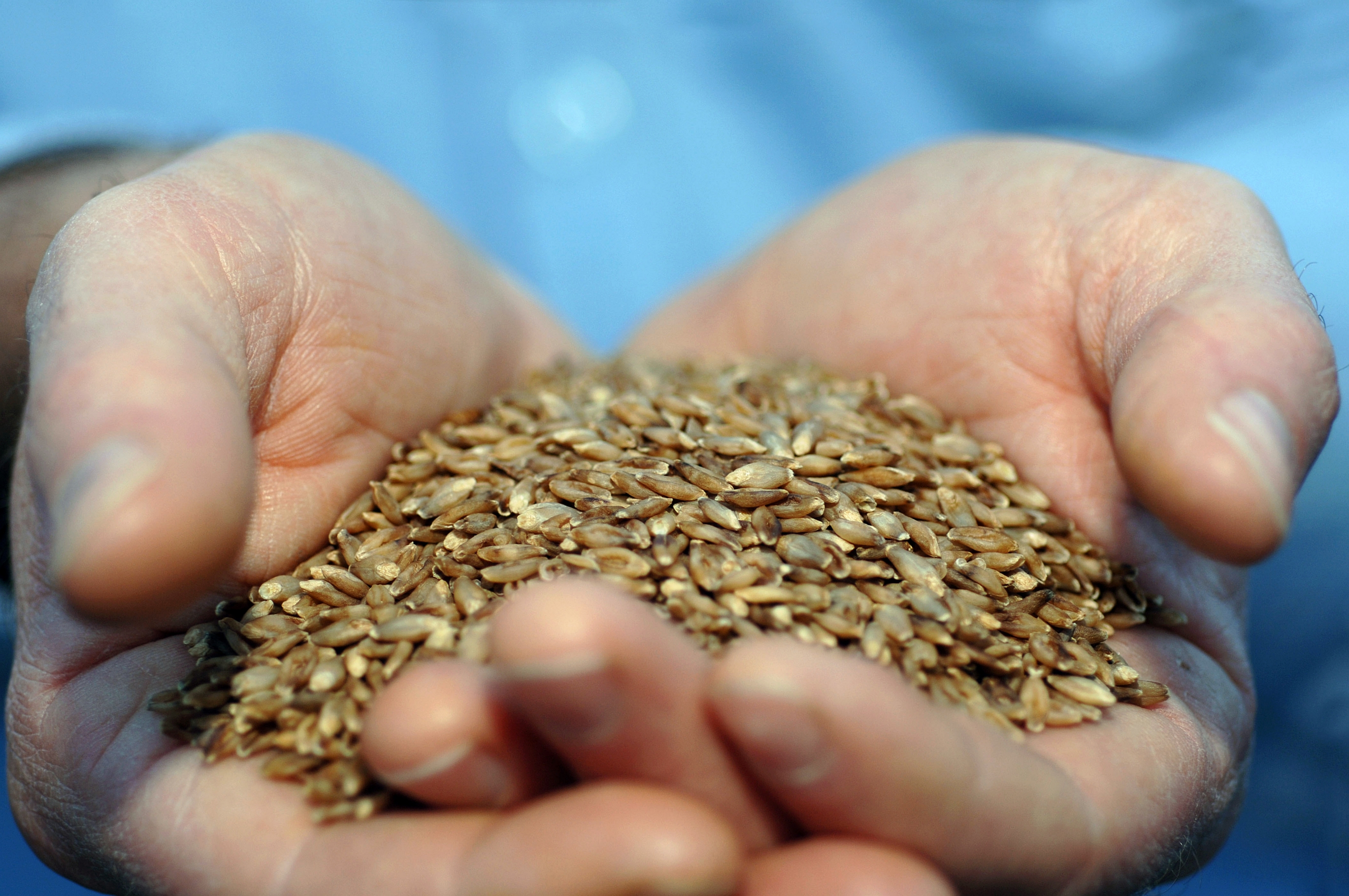
إحدى سلالات الشعير المطورة خصيصا، تتميز بكونها غنية بالنشا المقاوم.

النشا المقاوم (بالإنجليزية: Resistant starch)‏ ببساطة هو نوع من النشا الذي لا يستطيع الجسم تفكيكه إلا بعد مرور حوالي 120 دقيقة على الأقل، فهو يمر مباشرة إلى الأمعاء الدقيقة دون أن يهضم. يوجد النشا المقاوم بشكل طبيعي في الأطعمة، لكنه وفي بعض الحالات يمكن أن يضاف إلى بعض الأطعمة على شكل نشويات مقاومة طبيعية معزولة أو مصنعة.
يتم تخمير بعض أنواع النشا المقاوم (RS1 وRS2 وRS3) على مستوى الأمعاء الغليظة من قبل الميكروبات المعوية إلى أحماض دهنية قصيرة السلسلة (الأحماض الدهنية المتطايرة). بالموازاة مع هذه العملية تزداد كتلة البكتريا المعوية وتزدهر البكتيريا المنتجة للبوتيرات (الغذاء الرئيسي لخلايا القولون).
استعمال النشا المقاوم بطرق مختلفة له تأثير فيزيولوجي مماثل للألياف الغذائية،  الشئ يفسر استعماله كملين معتدل، يؤدي استهلاك جرعات عالية منه إلى إصابة الفرد بانتفاخ البطن.

## تاريخ
ظهر مفهوم النشا المقاوم لأول مرة كنتيجة لسلسلة من الأبحاث التي أقيمت خلال سنوات السبعينات. حاليا هو واحدا من ثلاثة أنواع أخرى من النشا (النشا سريع الهضم، النشا بطيء الهضم والنشا المقاوم)،  كل منها قد تؤثر بشكل أو بآخر على مستويات الجلوكوز في الدم.
على مدى سنوات من الأبحاث كان للجنة المجتمعات الأوروبية دور كبير في تلك الأبحاث التي أدت في نهاية إلى تعريف النشا المقاوم.

## الآثار الصحية
بعد تناول أغدية غنية بالنشا المقاوم، فإن هذا الأخير وبخلاف المتوقع لا يقوم بتحرير الغلوكوز (لايهضم) داخل الأمعاء الدقيقة، بل يواصل رحلته صوب الأمعاء الغليظة أين يتم استهلاكه أو تخميره بواسطة البكتيريا القولون (الميكروبات المعوية). على أساس يومي، تجابه ميكروبات الأمعاء هذه المزيد من الكربوهيدرات أكثر من أي مكون غذائي آخر. وهو ما يشمل النشا المقاوم، والألياف المتعدد السكاريد غير النشوية، والسكريات قليلة التعدد بالإضافة إلى السكريات البسيطة التي تعتبر مهمة لصحة القولون.
تنتج عملية تخمر النشا المقاوم أحماضا دهنية قصيرة السلسلة، على غرار الأسيتات والبروبيونات والبوتيرات، كما وتزيد من كتلة الخلايا البكتيرية المعوية. تتم عملية إنتاج الأحماض الدهنية قصيرة السلسلة على مستوى الأمعاء الغليظة حيث يتم امتصاصها في القولون، ليتم فيما بعد استقلابها على مستوى الخلايا الظهارية القولونية أو في الكبد أو في أنسجة أخرى. ينتج عن عملية تخمير النشا المقاوم كمية بوتيرات أكبر بكثير من تلك التي ينتجها أي نوع آخر من الألياف الغذائية. خلال ذات العملية يتم أيضا إنتاج كميات متواضعة من الغازات مثل ثاني أكسيد الكربون والميثان والهيدروجين. قدرت إحدى الدراسات التي أجريت في هذا المجال أن الكمية اليومية المقبولة المنصوح بها من النشا المقاوم يمكن أن تصل إلى حوالي 45 جراما عند البالغين،  وهي الكمية التي تتجاوز بكثير الكمية الإجمالية الموصى بها من الألياف الغذائية، والتي تتراوح ما بين 25 و 38 جرام يوميا. عندما يتم استخدام النشا المقاوم المستخلص بغرض استبدال الدقيق في طعام معين، فإن ذلك سيؤدي إلى تقليل الاستجابة لنسبة السكر في الدم بالنسبة لذلك الطعام.

## تركيب النشا
تنتج النباتات النشا بأنواع مختلفة من حيث الشكل والبنية والخصائص  التي قد تؤثر على عملية الهضم. على سبيل المثال، حبيبات النشاء الأصغر تكون أكثر سهولة في التفكك عن طريق أنزيم الهضم، على اعتبار أن النسبة الأكبر من المساحة السطحية تزيد من معدل ارتباط الإنزيم.
يتكون النشا بصفة عامة من أميلوز وأميلوبكتين،  وهو ما يؤثر على الخصائص التركيبية للأغذية الصناعية. النشويات ذات المحتوى العالي من الأميلوز تحتوي على نشا مقاوم بشكل أكبر.

## أنواع النشا المقاوم
ينقسم النشا المقاوم (RS) إلى أربعة أنواع،  هي كالآتي:
- نشا مقاوم 1 (RS1): هو نشا مقاوما يصعب الوصول إليه أو غير قابل للهضم، مثل ذلك الموجودة في البذور أو البقوليات والحبوب الكاملة غير المصنعة.
- نشا مقاوم 2(RS2): وهو نوع قادر على عملية مقاومة الهضم الإنزيمي بسبب شكله الطبيعي الذي يمنع تأثير الانزيمات عليه، ليمر دون هضم إلى الأمعاء الغليظة، كما هو بالنسبة لنشا الذرة عالي الأميلوز ونشا الموز الأخضر الطازج.
- نشا مقاوم 3 (RS3): وهو النشا المقاوم الذي يتشكل عندما يتم طهي الطعام الذي يحتوي على النشا وتبريده، مثل المعكرونة. يحدث ذلك بسبب ظاهرة الارتداد أو التراجع، والذي يشير إلى أن العمليات الجماعية للنشا المذاب تصبح أقل قابلية للذوبان بعد تسخينها وتذويبها في الماء ثم تبريدها. حيث تأخد بنية النشا (الأميلوز والأميلوبكتين) شكلا مختلفا ومعقدا عما كانت عليه قبل التسخين والتبريد ليصبح تأثير الانزيمات عليه أمرا صعبا. يشمل هذا النوع على سبيل المثال نشا البطاطس بعد سلقها وتركها لتبرد قبل تناولها (عند تناولها وهي ساخنة سيكون الامر مختلف، حيث ستكون حينها سهلة الهضم لأن المشا الموجود فيها لايصنف في هذه الحالة كنشا مقاوم).
- نشا مقاوم 4 (RS4): الذي يشمل أنواع النشا المعدلة كيميائيا عن طريق التلاعب بالروابط الواصلة بين جزيئاته، بغرض ملائمته للاستخدامات الصناعية المختلفة.

## آثار عمليات المعالجة على النشا المقاوم
قد تؤثر عملية المعالجة بشكل سلبي على محتوى النشا المقاوم بالأطعمة. بشكل عام، تؤدي عمليات المعالجة التي تزيل الحواجز الهيكلية في عملية الهضم إلى تقليل من محتوى النشا المقاوم. قد يحتوي القمح الكامل على نسبة عالية من النشا المقاوم تقدر بحوالي 14 في المائة، بينما قد يحتوي دقيق القمح المطحون على نسبة لاتتعدى 2 في المائة فقط. كمية النشا المقاوم في الأرز المطبوخ هي الأخرى قد تقل بسبب الطحن أو الطهي.
في المقابل قد تزيد أنواع أخرى من المعالجة من محتوى النشا المقاوم في الأطعمة. إذا كان تضمن الطعام المطهي على مياه زائدة، فإن النشا يتحول إلى الحالة الهلامية ويصبح أكثر قابلية للهضم. مع ذلك، إذا تم تبريد هذه المواد النشوية الهلامية، يمكن أن تتشكل بلورات نشا مقاومة للإنزيمات الهاضمة (النشا المقاوم من النوع الثالث (RS3))،  كما هو الشأن بالنسبة للحبوب المطبوخة والمبردة. تبريد البطاطس المسلوقة قبل تناولها (في سلطة البطاطس مثلا) هو الآخر يزيد من كمية النشا المقاوم.

## معلومات غذائية
| بعض الأمثلة على كمية النشا المقاوم الطبيعي المتواجدة في بعض الأغدية | بعض الأمثلة على كمية النشا المقاوم الطبيعي المتواجدة في بعض الأغدية | بعض الأمثلة على كمية النشا المقاوم الطبيعي المتواجدة في بعض الأغدية |
| الغذاء                                                              | حجم الحصة المقدرة (كوب واحد ≈227 غرام)                              | كمية النشا المقاوم (غرام)                                           |
| ------------------------------------------------------------------- | ------------------------------------------------------------------- | ------------------------------------------------------------------- |
| دقيق موز (الموز الأخضر)                                             | 1 كوب، غير مطبوخ                                                    | 42-52.8                                                             |
| الموز الخام، أخضر قليلا                                             | 1 متوسطة، مقشرة                                                     | 4.7                                                                 |
| نشا الذرة عالي الأميلوز                                             | ملعقة كبيرة (9.5 غرام)                                              | 4.5                                                                 |
| الشوفان                                                             | 1 كوب، غير مطبوخ (81.08 غرام)                                       | 17.6                                                                |
| البازلاء الخضراء، المجمدة                                           | 1 كوب، مطبوخ (160 غرام)                                             | 4.0                                                                 |
| الفاصوليا البيضاء                                                   | 1 كوب، مطبوخ (179 غرام)                                             | 7.4                                                                 |
| العدس                                                               | 1 كوب، مطبوخ (198 غرام)                                             | 5.0                                                                 |
| المعكرونة، الباردة                                                  | 1 كوب                                                               | 1.9                                                                 |
| الشعير المبرغل                                                      | 1 كوب، مطبوخ (157 غرام)                                             | 3.2                                                                 |
| دقيق الشوفان                                                        | 1 كوب، مطبوخ (234 غرام)                                             | 0.5                                                                 |

يصنف النشا المقاوم ضمنيا في خانة الألياف الغذائية والألياف الوظيفية معا، وذلك اعتمادا على ما إذا كان موجودا بشكل طبيعي في الأطعمة أو مضافا إليها. على الرغم من أن أكاديمية الطب الوطنية في الولايات المتحدة قد حددت أن إجمالي الألياف ينقسن على حد سواء إلى ألياف وظيفية وألياف غذائية،  لا يميز وضع العلامات الغذائية الأمريكية بينها.
اقترح فريق من أكاديمية الطب اختزال الألياف الغذائية في تعريفين: ألياف وظيفية باعتبارها «كربوهيدرات غير قابلة للهضم يتم استخراجها وعزلها وإضافتها إلى الأطعمة المصنعة، نظرا لآثارها الفسيولوجية المفيدة بالنسبة للبشر»، وألياف غذائية ممثلة في «كربوهيدرات غير قابلة للهضم وليغنين موجودة طبيعيا في الأطعمة». في نفس الوقت اقترحوا إزالة التصانيف السابقة التي تعتمد على قابلية الألياف للذوبان واستبدالها بأخرى تقوم على خاصية اللزوجة مقابل التخمر عند كل ألياف معينة.

## الاستعمالات

### التغذية
يعود استهلاك النشا من قبل الناس والحيوانات لآلاف السنين. وبالتالي، فإن الأطعمة التي تحتوي على نشا مقاوم تستهلك عادة.
يقدر متوسط استهلاك النشا المقاوم في البلدان المتقدمة (أوروبا الشمالية، أستراليا والولايات المتحدة) بحوالي 3 إلى 6 غرامات في اليوم،  وحوالي 8.5 غرام في يوم للإيطاليين  وحوالي 10 إلى 15 غرام في اليوم بالنسبة للهنود والصينيين. لذلك فإن من المحتمل جدا أن الاستهلاك العالي للأطعمة التي تحتوي على النشويات مثل المعكرونة والأرز يسهم بشكل أو بآخر في زيادة تناول النشا المقاوم في كل من إيطاليا والهند والصين. في شأن متصل، أظهرت العديد من الدراسات أن النظام الغذائي التقليدي الأفريقي هو الآخر غني بالنشا المقاوم. يستهلك القرويون السود في جنوب إفريقيا مثلا ما معدله 38 غراما من النشا المقاوم يوميا من خلال نظامهم الغذائي المكون أساسا من عصيدة الذرة والفاصوليا المطبوخة والمبردة.

## النشا المقاوم المعزول
يستخدم النشا المقاوم المعزول لتدعيم الأطعمة بغية زيادة محتواها من الألياف الغذائية. لهذا الغرض يتم في العادة استخدام النشا المقاوم (من النوع الثاني) القادم من الذرة عالية الأميلوز، والنشا المقاوم (النوع الثالث) من الكسافا بالإضافة إلى النشا المقاوم (النوع الرابع) المحصل عليه من القمح والبطاطس، نظرا لكون هذه الأغذية يمكنها تحمل عمليات المعالجة بدرجات حرارة متفاوتة دون فقدان محتوى النشا المقاوم.
في مجال الصناعات الغذائية، يمكن للنشا المقاوم تعويض مادة الدقيق في االأطعمة، على غرار الخبز والمعكرونة والحبوب والعجائن، نظرا لكون استعماله يمكن أن ينتج أطعمة ذات لون وملمس متماثل للغذاء الأصلي. كما يمكن استخدامه أيضا لإنتاج جبن مقلد، من خلال استعماله في تقليد الخصائصه التركيبية للجبن.
غير بعيد عن ذلك، تستخدم بعض أنواع النشا المقاوم كمكملات غذائية في الولايات المتحدة. يحتفظ النشا المقاوم من النوع الثاني (RS2) المحصل عليه من البطاطس ونشا الموز الأخضر بمقاومته طالما تم استهلاكه خاما كما هو غير مسخن. إذا تم تسخينه أو طهيه، فإن هذه النوع من النشا يصبح سريعة الهضم. يمكن إستهلاك النشا المقاوم (RS2) المحصل عليه من الذرة عالية الأميلوز خاما أو مطبوخا في الأطعمة.